# 대한민국 축구 국가대표팀 유니폼 역사
대한민국 축구 국가대표팀의 유니폼 역사에 관한 문서이다.

## 킷 스폰서십

### 킷 스폰서
| 킷 스폰서                                               | 기간      | 비고 |
| ------------------------------------------------------- | --------- | --- |
| 아디다스 아식스 코오롱스포츠 프로스펙스 위크엔드외 다수 | 1977–1985 | 최초 용품 스폰서는 아디다스이나 1987년 지금과 같은 용품 스폰서십 계약이 있기까지 아식스, 코오롱액티브, 삼성물산 위크엔드 등 국내외 브랜드의 여러 유니폼을 그때그때 마다 선정해서 착용하였으며 현재와 같은 용품 스폰서십 개념은 아니었다. 0                                                              |
| 위크엔드                                                | 1985–1988 | 1985년도부터 삼성물산으로부터 완전한 독점 용품 공급을 받기 시작하였고 1986년 멕시코 월드컵 예선과 본선에서 당시 삼성물산의 SS패션 스포츠 브랜드였던 위크엔드 유니폼 착용을 하였다. 대한축구협회는 1987년부터도 삼성물산과 현재와 비슷한 개념의 현품과 용품을 지원받는 장기 용품 스폰서십 계약을 하였다. |
| 라피도                                                  | 1988–1995 | 1988년 1월 브랜드명을 라피도로 변경 |
| 나이키                                                  | 1996–현재 | 대한축구협회는 1995년 말에 나이키와 1996년 1월 1일부터 1997년 12월 31일까지 2년간 용품 스폰서십 계약을 체결하였다. 그리고 이 계약을 시작으로 재계약 과정을 통해 2031년 12월 31일까지 36년간 장기 계약을 유지중이다.                                                                                     |

### 킷 스폰서 계약
| 킷 스폰서 | 전체 기간 | 계약 발표일 | 계약 기간        | 금액                                | 비고                                             |
| --------- | --------- | ----------- | ---------------- | ----------------------------------- | ------------------------------------------------ |
| 나이키    | 1996–현재 | 1995-12-??  | 1996–1997 (2년)  | 총액 30억 원 (연간 15억 원)         | 현금 15억 원+용품 15억 원                        |
| 나이키    | 1996–현재 | 1997-12-16  | 1998–2002 (5년)  | 총액 380억 원 (연간 76억 원)        | 현금 130억 원+용품 150억 원+이벤트 경비 100억 원 |
| 나이키    | 1996–현재 | 2003-01-09  | 2003–2007 (5년)  | 총액 500억 원 (연간 100억 원)       | 현금 170억 원+용품 230억 원+이벤트 경비 100억 원 |
| 나이키    | 1996–현재 | 2007-12-23  | 2008–2011 (4년)  | 총액 490억 원 (연간 122억 5천만 원) | 현금 250억 원+용품 240억 원                      |
| 나이키    | 1996–현재 | 2012-01-13  | 2012–2019 (8년)  | 총액 1200억 원 (연간 150억 원)      | 현금 600억 원+용품 600억 원                      |
| 나이키    | 1996–현재 | 2020-01-20  | 2020–2031 (12년) | 총액 2400억 원+α (연간 200억 원+α)  | 현물 포함                                        |

## 유니폼 변천사

### 홈 유니폼
| 1948–1954 · 0 | 1954 · (1954 WC) | 1954–1959 · 0 | 1960 · (1960 AC) | 1961–1968 · 0 | 1970–1977 · 0 |

| 1977 · 0 · 0 | 1977–1979 · 0 · 0 | 1979 · 0 · 0 | 1979–1981 · 0 · 0 | 1981–1983 · 0 · 0 | 1981–1983 · 0 · 0 | 1983 · (1983 · U-20 WC) | 1984–1985 · 0 · 0 |

| 위크앤드 (1985년–1988년) \| 1985 · 0 \| 1985–1988 · (1986 WC) \| |                       |
| ---------------------------------------------------------------- | --------------------- |
| 1985 · 0                                                         | 1985–1988 · (1986 WC) |

| 1988–1989 · (1988 OG) | 1990 · (1990 WC) | 1992–1993 · (1992 OG) | 1993 · (1994 WCQ) | 1994 · (1994 WC) | 1994–1995 · (1994 AG) | 1995 · (1995 KC) | 1995–1996 · (1996 OGQ) |

| 1996–1998 · (1996 OG & 1996 AC & 1998 WCQ) | 1998–2002 · (1998 WC & 2000 AC & 2000 OG) | 2002–2004 · (2002 WC) · 0 · 0 | 2004–2006 · (2004 AC & 2004 OG & 2006 WCQ) | 2006–2008 · (2006 WC) · 0 · 0 | 2008–2010 · (2008 OG & 2010 WCQ) · 0 |

| 2010–2012 · (2010 WC & 2011 AC) | 2012–2014 · (2012 OG & 2014 WCQ) | 2014–2016 · (2014 WC & 2015 AC) | 2016–2018 · (2016 OG & 2018 WCQ) | 2018–2020 · (2018 WC & 2019 AC) |

### 원정 유니폼
| 1954 · (1954 WC) | 1970–1985 · 0 | 1970–1985 · 0 | 1980 · (1980 AC) |

| 코오롱스포츠 (1983년) \| 1983 · (1983 U-20 WC) \| |
| ------------------------------------------------- |
| 1983 · (1983 U-20 WC)                             |

| 위크앤드 (1985년–1988년) \| 1985–1988 · (1986 WC) \| |
| ---------------------------------------------------- |
| 1985–1988 · (1986 WC)                                |

| 1988–1989 · (1990 WCQ) | 1990 · (1990 WC) | 1990 · (1990 DC) | 1992–1993 · (1992 OG) | 1993–1994 · (1994 WC) | 1994–1995 · (1994 AG) | 1995 · 0 | 1995–1996 · (1996 OGQ) |

| 1996–1998 · (1996 OG & 1996 AC & 1998 WCQ) | 1998–2002 · (1998 WC & 2000 AC & 2000 OG) | 2002–2004 · 0(2002 WC) · 0 · 0 | 2004–2006 · (2004 OG & 2004 AC & 2006 WCQ) | 2006–2008 · (2006 WC & 2007 AC) · 0 | 2008–2010 · (2008 OG & 2010 WCQ) · 0 |

| 2010–2012 · (2010 WC & 2011 AC) | 2012–2014 · (2012 OG & 2014 WCQ) | 2014–2016 · (2014 WC & 2015 AC) | 2016–2018 · (2016 OG & 2018 WCQ) | 2018–2020 · (2018 WC & 2019 AC) |

### 써드 유니폼
| 1994 · (1994 WC) | 1994 · (1994 AG) |  |

| 1998–2002 · (1998 WC) · 0 | 2004–2006 · (2004 OG) · 0 | 2004–2006 · (2006 WCQ) · 0 | 2006–2008 · (2006 WC) · 0 | 2006–2008 · (2006 WC) · 0 | 2008–2010 · (2009 · U-20 WC) | 2008–2010 · (2008 OG) · 0 |

| 2010–2012 · (2010 WC) | 2010–2012 · (2011 AC) | 2012–2014 · (친선경기) | 2016–2018 · (2018 WCQ) | 2016–2018 · (2018 WCQ) | 2016–2018 · (친선경기) |

1. ↑  1977년에서 1985년 4월까지 한가지 디자인의 유니폼을 몇년 주기로 착용하고 교체한 것이 아니고 여러 디자인의 유니폼들을 계속 돌려가면서 착용했기 때문에 시기별 유니폼 디자인 구분은 사실상 불가능하다.
2. ↑  대략 1977년 6월 15일 한일 정기전 이후부터 빨간색 하의를 입었다. 이때부터 시작한 올 레드 유니폼 전통은 1993년까지 지속된다.
3. ↑  1993년 9월 미국 월드컵 최종 예선을 앞두고 당시 세계적인 유니폼 트렌드에 맞추어 화려한 무늬를 추가하였다.[20]
4. ↑  빨간색 유니폼이 상대팀에게 투지를 불러 일으켜 경기력에 지장을 줄 수 있다는 이유로 하얀색 유니폼으로 교체하였다.
5. 1 2  라피도에서 발표하여 1995년 10월 31일 사우디아라비아전에서 착용한 홈 유니폼을 나이키가 1995년말 용품 스폰서십 계약 후 1996년부터 똑같은 디자인에 브랜드 로고만 나이키로 변경하여 1996년 7월 6일 신유니폼으로 변경전까지 공급하였다. 1995년에 원정 유니폼을 착용한 공식 경기가 없기 때문에 라피도에서 디자인하였는지는 확인되지 않고 있다.
6. 1 2  나이키가 디자인한 최초의 유니폼으로 디자인을 한 토모코 반도씨는 "한국에 대해 가장 강렬하게 기억되는 이미지인 태극기에서 영감을 얻었다"고 말하였으며, 1996년 7월 8일 올림픽 대표팀의 콜롬비아 대표팀과의 평가전때 처음 착용하였다. 일본에서는 코카콜라의 물결 모양과 흡사하여 '코카콜라 유니폼'이라고 부른다.[21] 1996년 AFC 아시안컵에서 이란한테 진 것을 계기로, 그 이후인 1998년 프랑스 월드컵 예선 동안에는 원정 유니폼을 입지 않았다.
7. 1 2  4년 동안 기본적인 디자인에는 변함이 없었지만 넘버 프린팅과 골키퍼 유니폼 등에 있어서 약간의 변경이 있었다.
8. 1 2  처음으로 태극기가 아닌 대한축구협회 엠블럼이 새겨진 유니폼이다. 2002년 한일 월드컵 당시, 나이키가 스폰서한 팀들의 유니폼은 형광색을 띄게 해서 빨간색이 분홍색 쪽에 가깝다.
9. ↑  1994년 월드컵 조별 예선 2차전 볼리비아전에서는 홈 유니폼 상의와 원정 유니폼 하의를 조합하여 입었다.
10. ↑  1994년 아시안게임 4강전 우즈베키스탄전에서는 하얀색 양말 대신 파란색 양말을 신었다.
11. ↑  1998년 프랑스 월드컵 조별예선 멕시코전에서 기본 빨간색 양말 대신 파란색 양말을 신었다.
12. ↑  (2004년 하계 올림픽과 2005년 FIFA 세계 청소년 축구 선수권 대회에서는 기본 남색 하의 대신 빨간색 하의를 입으면서 나이키 최초로 올-레드 유니폼 조합이 나왔다.
13. ↑  2006년 FIFA 월드컵 예선 베트남과의 경기에서 분홍색 하의 대신 파란색 하의를 입었다.
14. ↑  2006년 독일 월드컵 조별예선 프랑스전에서 기본 하얀색 하의 대신 빨간색 하의를 입었다.
15. ↑  2006년 독일 월드컵 조별예선 스위스전 2007년 AFC 아시안컵 조별예선 바레인전에서 기본 빨간색 하의 대신 하얀색 하의를 입었다.
16. ↑  2009년 FIFA U-20 월드컵에서 기본 하얀색 하의 대신 빨간색 하의를 입었다.
17. ↑  2008년 베이징 올림픽과 2009년 FIFA U-20 월드컵에서 기본 빨간색 하의 대신 하얀색 하의를 입었다.
18. ↑  2010년 남아공 월드컵 16강 우루과이전에서 기본 파란색 하의 대신 하얀색 하의를 입었다.
19. ↑  2011년 AFC 아시안컵의 3경기에서 기본 하얀색 하의 대신 파란색 하의를 입었다.
20. ↑  2013년 2월 6일 크로아티아와의 친선경기에서 기본 파란색 하의 대신 하얀색 하의를 입었다.
21. ↑  2016년 2월 발표 당시는 파란색 양말의 조합이었지만 2018년 FIFA 월드컵 예선 이란과의 홈 경기에서부터 파란색 양말을 신었다.
22. ↑  2018년 FIFA 월드컵 예선 우즈베키스탄과의 경기에서 기본 빨간색 양말 대신 하얀색 양말을 신었다.
23. ↑  2017년 10월 10일 모로코와의 친선경기에서 기본 하얀색 양말 대신 파란색 양말을 신었다.